# 9489 Tanemahuta
9489 Tanemahuta è un asteroide della fascia principale. Scoperto nel 1971, presenta un'orbita caratterizzata da un semiasse maggiore pari a 2,6349969 UA e da un'eccentricità di 0,0956837, inclinata di 4,74625° rispetto all'eclittica.